# Vhils
Вилс (род. 1987) — псевдоним португальского граффити и уличного художника Александра Мануэля Диаса Фарто.

## Жизнь
Александр Фарту родился в Португалии в 1987 году. Учился в Школе искусств Байама Шоу в Лондоне. Вилс живёт и работает в Лондоне и Лиссабоне . Он получил известность, когда его работа с изображением лица, вырезанного на стене, появилась рядом с картиной уличного художника Бэнкси на фестивале Cans Festival в Лондоне в 2008 . Фотография, на которой он создает работу, появилась на первой полосе The Times .
Позже агент Бэнкси, Стив Лазаридес, предоставил ему место для демонстрации своих работ. Несколько его работ были опубликованы в 2008 году. Он также представлен Верой Кортес и галереей Магды Даниш.
Во время фестиваля искусств Фримантл-стрит в 2013 году отель Norfolk был украшен оригинальным изображением первой австралийской женщины-сенатора. Образ дамы Дороти Тангни DBE был создан Вилсом и его помощниками.
Luxembourg Freeport, хранилище произведений искусства, открытое в 2014 году, включает в себя большую фреску Вилса, выгравированную на одной из бетонных стен атриума.
Вилс отправился в несколько мест мира, пытаясь раскрыть истории внутри стен.

## Основная работа

### Галерея

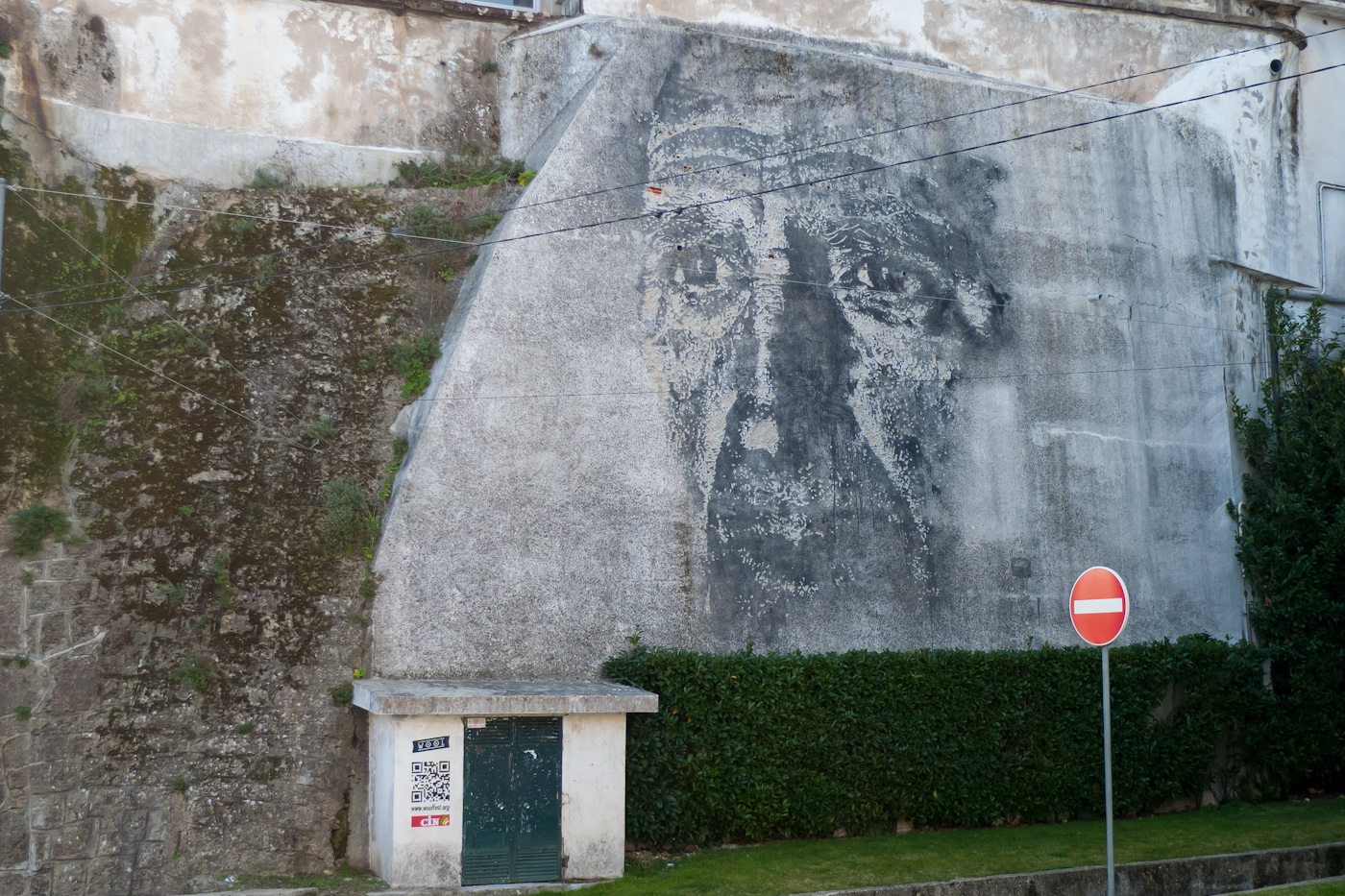
Работы Вилса в Ковильяне
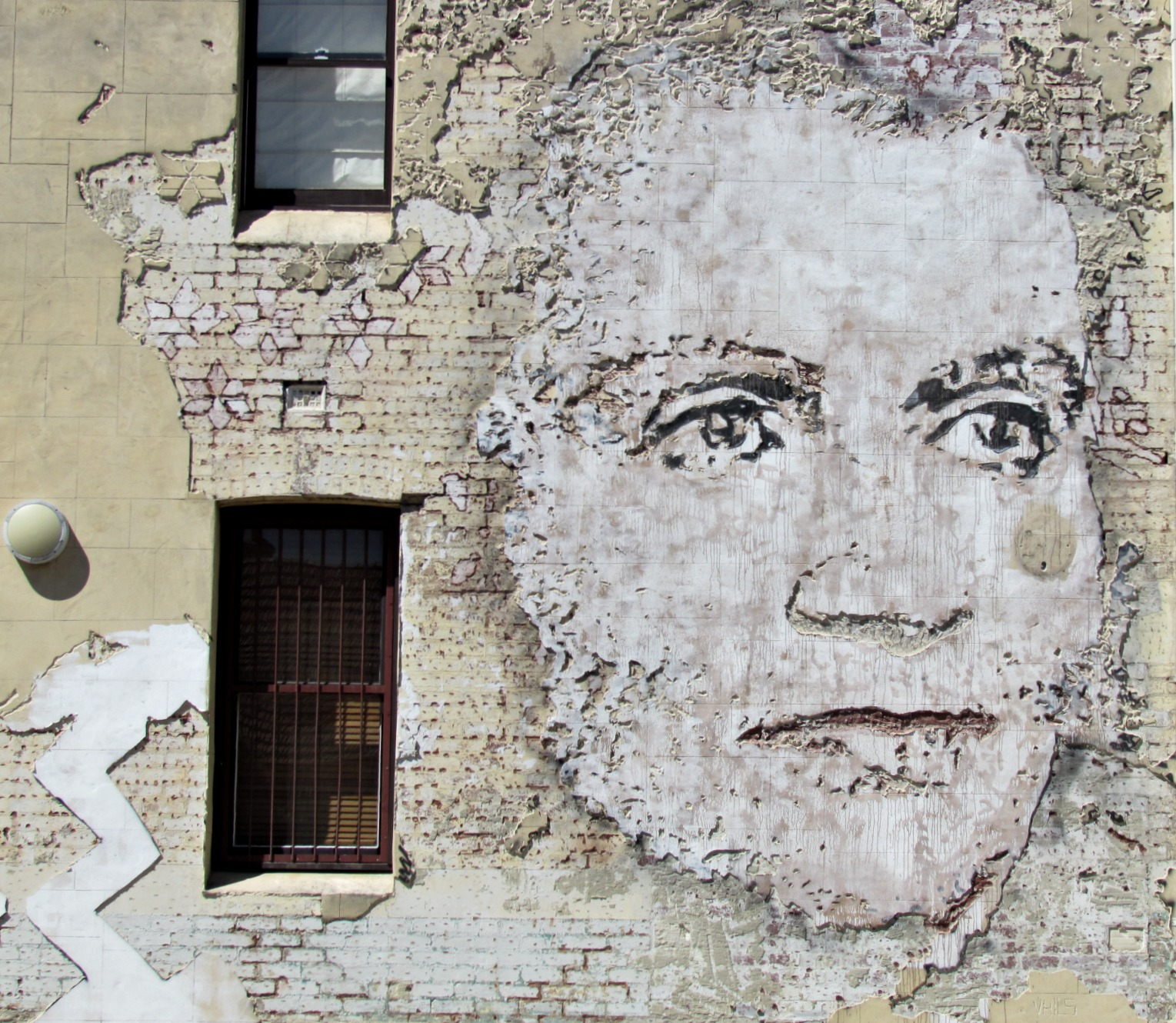
Дама Дороти Тангни DBE во Фримантле
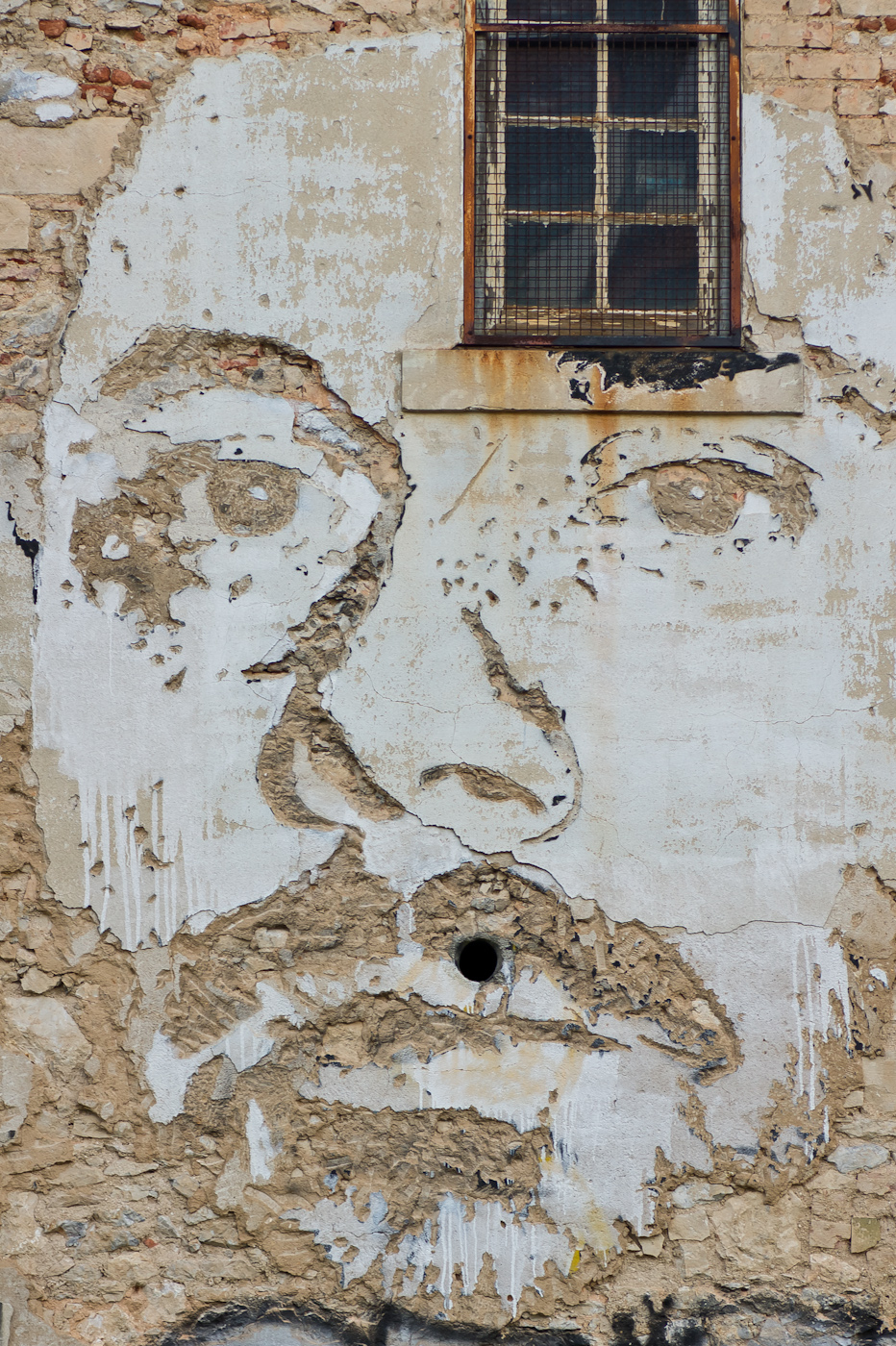
Фреска с автопортретом
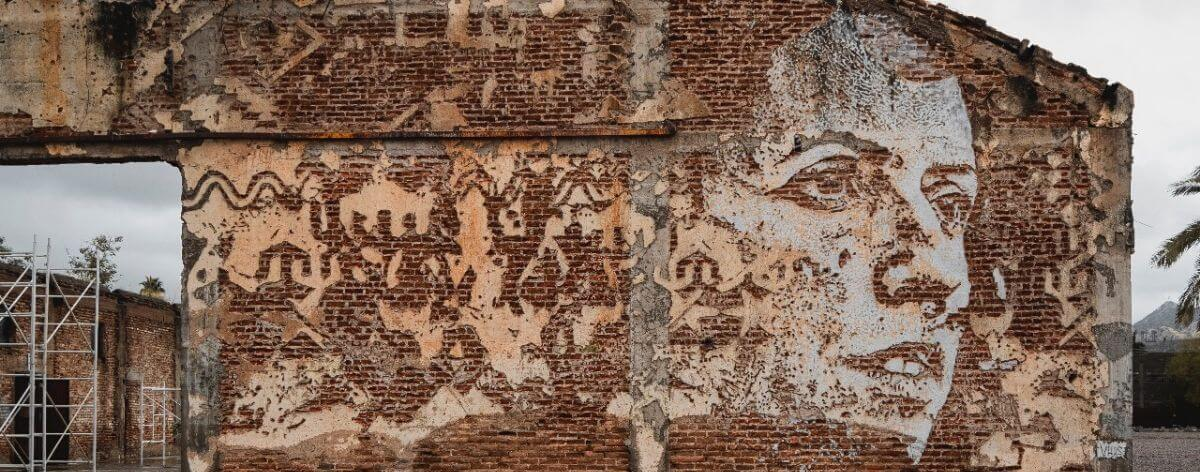
Новая фреска Vhils в Эрмосильо, Сонора, Мексика, для глобальной серии All City Canvas
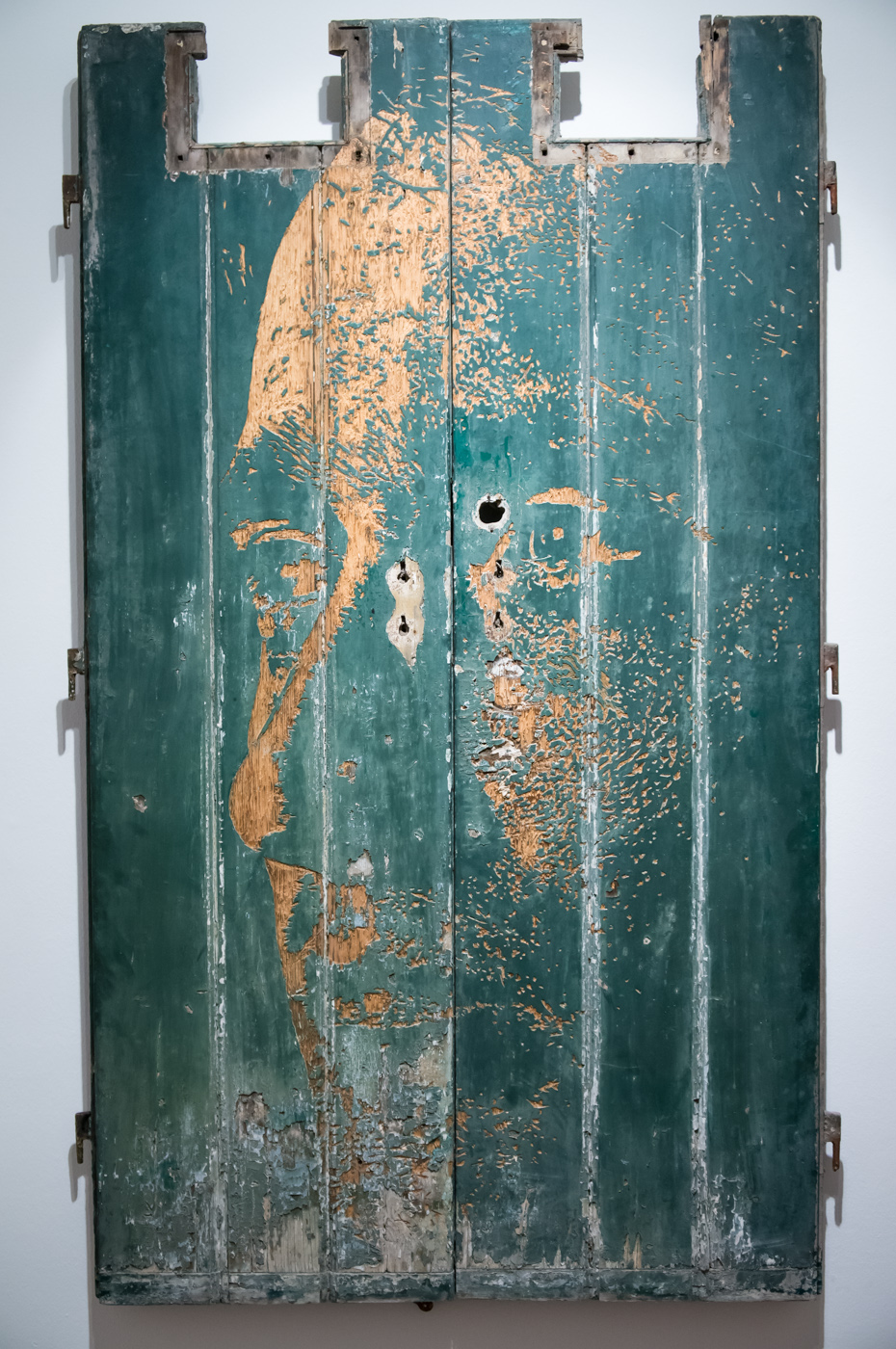
Вилс-Диорама
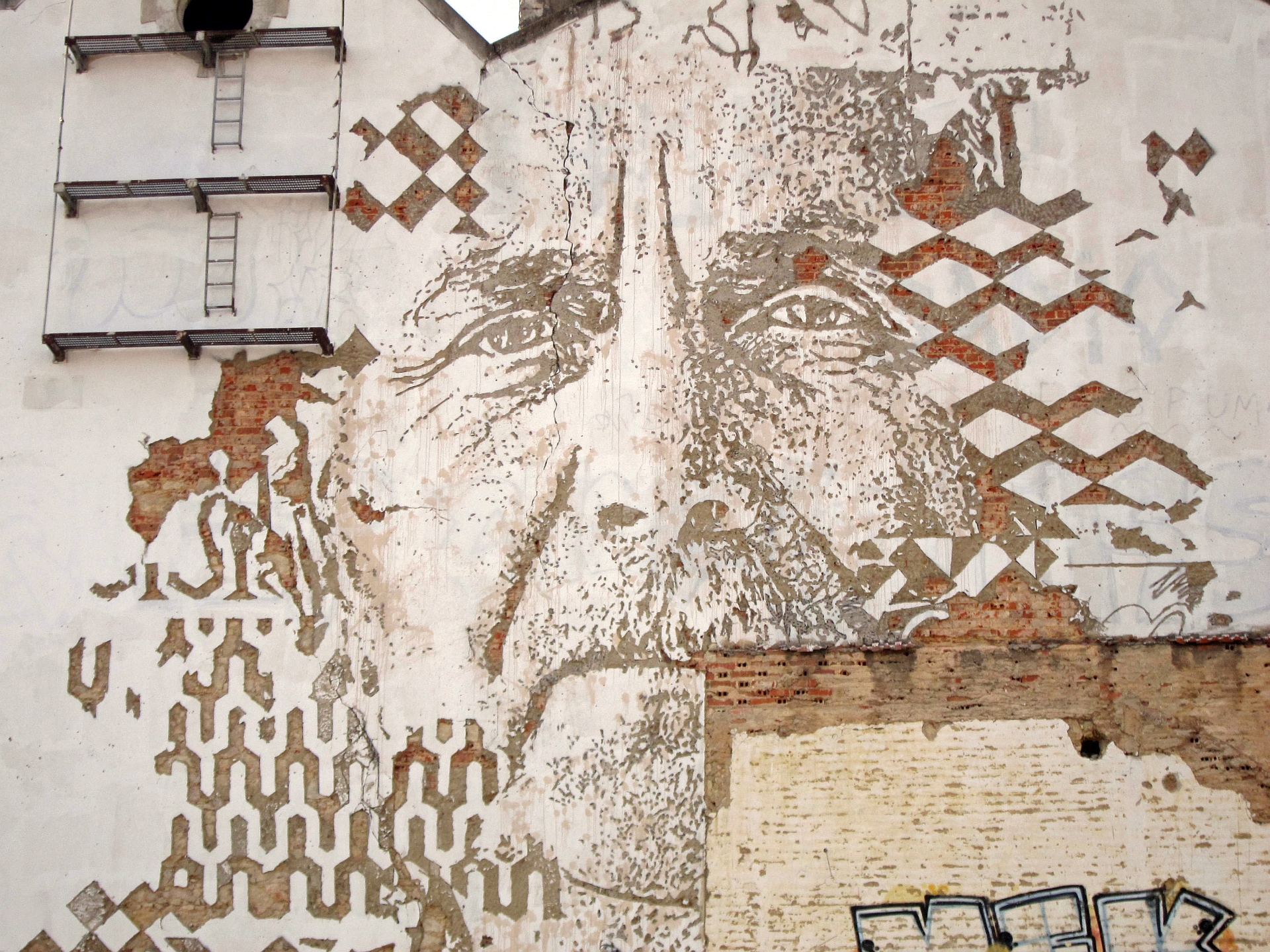
Стена Vhils Sified
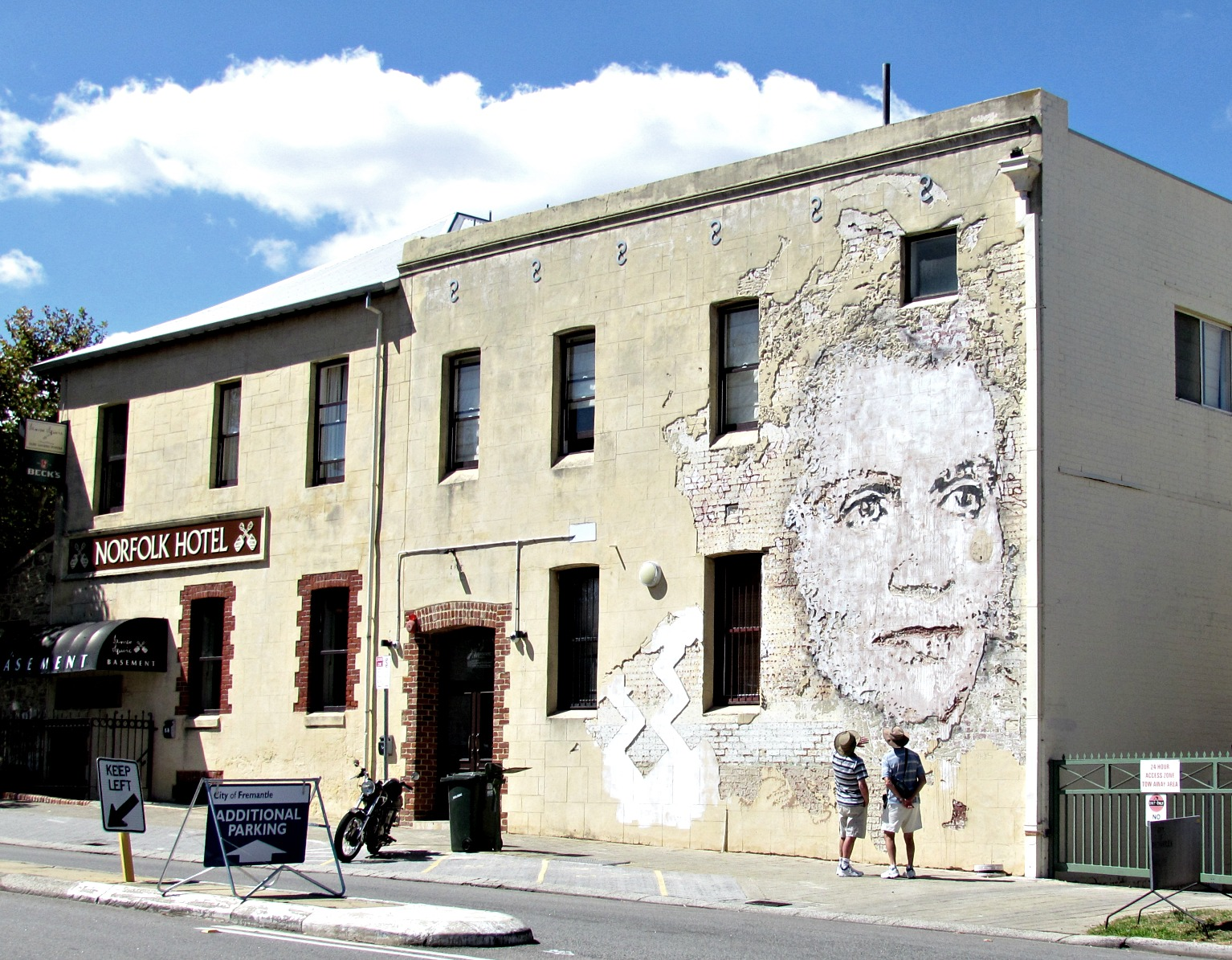
Vhils - Фестиваль уличного искусства 2013

### Персональные выставки
- 2021, Latency — Danysz Gallery, Шанхай
- 2021, Trace — Fluctuart, Париж[8]
- 2021, Портал — Галерея МАГМА, Болонья
- 2021, Фенестра — Галерея Вера Кортес, Лиссабон[9]
- 2020, Haze — Центр современного искусства, Цинциннати[10]
- 2020, Momentum — галерея Danysz, Париж[11]
- 2019, Realm — Galerie Danysz, Шанхай[12]
- 2019, Панорама — Галерея Аршам/Фиг, Нью-Йорк
- 2019, Incisão — CAIXA Cultural Brasília, Бразилиа
- 2018, Fragments Urbains — Le Centquatre, Париж
- 2017, Музей Vhils X CAFA — Пекин, Пекин[13]
- 2015, Диссонанс, Лазаридес, Лондон[14]
- 2014, Остатки, Галерея Магды Даниш, Париж[15]
- 2012, Энтропия, Галерея Магды Даниш, Париж
- 2012, Вера Кортес, Лиссабон
- 2012, Visceral, Галерея Magda Danysz, Шанхай
- 2009, Царапая по поверхности, Лазаридес, Лондон
- 2008, Даже если ты выиграешь крысиные бега

## Награды

### Национальные награды
- Рыцарь Ордена Святого Иакова Меча (9 июня 2015 г.)[16]